# Ringer-Weltmeisterschaften 1967
Die Ringer-Weltmeisterschaften 1967 fanden nach Stilart getrennt an unterschiedlichen Orten statt. Dabei wurden die Ringer in jeweils acht Gewichtsklassen unterteilt.

## Griechisch-römisch
Die Wettkämpfe im griechisch-römischen Stil fanden vom 1. bis zum 3. September 1967 in Bukarest statt.

### Medaillengewinner
| Klasse | Gold              | Silber              | Bronze             |
| ------ | ----------------- | ------------------- | ------------------ |
| -52 kg | Wladimir Bakulin  | Cornel Turturea     | Imre Alker         |
| -57 kg | Ion Baciu         | János Varga         | Tsutomu Hanahara   |
| -63 kg | Roman Rurua       | Simion Popescu      | Hideo Fujimoto     |
| -70 kg | Eero Tapio        | Antal Steer         | Vahap Pehlivan     |
| -78 kg | Wiktor Igumenow   | Rudolf Vesper       | Jan Kårström       |
| -87 kg | László Sillai     | Walentin Olenik     | Wacław Orłowski    |
| -97 kg | Nikolai Jakowenko | Bojan Radew         | Nicolae Martinescu |
| +97 kg | István Kozma      | Anatoli Roschtschin | Petr Kment         |

### Medaillenspiegel
| Rang | Land                            | Gold | Silber | Bronze |
| ---- | ------------------------------- | ---- | ------ | ------ |
| 1    | Sowjetunion                     | 4    | 2      | 0      |
| 2    | Ungarn                          | 2    | 2      | 1      |
| 3    | Rumänien                        | 1    | 2      | 1      |
| 4    | Finnland                        | 1    | 0      | 0      |
| 5    | Bulgarien                       | 0    | 1      | 0      |
| 6    | Deutsche Demokratische Republik | 0    | 1      | 0      |
| 7    | Japan                           | 0    | 0      | 2      |
| 8    | Polen                           | 0    | 0      | 1      |
|      | Schweden                        | 0    | 0      | 1      |
|      | Tschechoslowakei                | 0    | 0      | 1      |
|      | Türkei                          | 0    | 0      | 1      |

## Freistil
Die Wettkämpfe im freien Stil fanden vom 12. bis zum 14. November 1967 in Neu-Delhi statt. Die Ringer aus der Sowjetunion sicherten sich in sieben der acht Wettbewerbe Medaillen. Einzig Nasar Albarjan konnte sich mit einem vierten Platz in der Gewichtsklasse -52 kg nicht auf den Medaillenrängen platzieren.

### Medaillengewinner
| Klasse | Gold             | Silber              | Bronze                  |
| ------ | ---------------- | ------------------- | ----------------------- |
| -52 kg | Shigeo Nakata    | Richard Sanders     | Jung-Yong Oh            |
| -57 kg | Ali Alijew       | Ali Singh           | Aboutaleb Talebi        |
| -63 kg | Masaaki Kaneko   | Elkan Tedeew        | Michael Young           |
| -70 kg | Abdollah Movahed | Sarbeg Beriaschwili | Enju Waltschew Dimow    |
| -78 kg | Daniel Robin     | Guliko Sagaradse    | Tatsuo Sasaki           |
| -87 kg | Boris Gurewitsch | Francisc Balla      | Dschigdschidyn Mönchbat |
| -97 kg | Ahmet Ayık       | Schota Lomidse      | Said Mustafow           |
| +97 kg | Alexander Medwed | Osman Duraliew      | Larry Kristoff          |

### Medaillenspiegel
| Rang | Land               | Gold | Silber | Bronze |
| ---- | ------------------ | ---- | ------ | ------ |
| 1    | Sowjetunion        | 3    | 4      | 0      |
| 2    | Japan              | 2    | 0      | 1      |
| 3    | Iran               | 1    | 0      | 1      |
| 4    | Türkei             | 1    | 0      | 0      |
| 5    | Frankreich         | 1    | 0      | 0      |
| 6    | Bulgarien          | 0    | 1      | 2      |
|      | Vereinigte Staaten | 0    | 1      | 2      |
| 8    | Indien             | 0    | 1      | 0      |
|      | Rumänien           | 0    | 1      | 0      |
| 10   | Südkorea           | 0    | 0      | 1      |
|      | Mongolei           | 0    | 0      | 1      |